# Inge den ældre
Inge Stenkilsson (eller Inge den ældre død ca. 1105-1110) var en svensk konge. På engelsk bliver han også kaldt Ingold. De bevarede kilder giver et ufuldstændigt billede af hans tid som regent, men man ved, at har regerede over riget i to årtier i en turbulent tid. Han beskrives som en meget kristen konge, som grundlagde Sveriges første kloster og slog hårdt ned på tilbedelse af den gamle nordiske religion. Kongeriget var stadig ustabilt, og magten var baseret på alliancer med adelen. Inges magtbase lå i Västergötland og Östergötland; hvor en af de tidligste krøniker, der nævner hans rige, kalder ham rex gautorum, konge over gøterne.